# 稻城千里光
稻城千里光（学名：Senecio daochengensis）为菊科千里光属的植物，为中国的特有植物。分布于中国大陆的四川等地，生长于海拔4,800米的地区，常生于高山草地，目前尚未由人工引种栽培。